# Hypomolis thiaucourti
Hypomolis thiaucourti är en fjärilsart som beskrevs av De Toulgoët 1977. Hypomolis thiaucourti ingår i släktet Hypomolis och familjen björnspinnare. Inga underarter finns listade i Catalogue of Life.